# Liuhe (köpinghuvudort i Kina, Heilongjiang Sheng, lat 46,01, long 127,72)
Liuhe (kinesiska: 柳河, 柳河镇) är en köpinghuvudort i Kina. Den ligger i provinsen Heilongjiang, i den nordöstra delen av landet, omkring 89 kilometer öster om provinshuvudstaden Harbin. Antalet invånare är 41 614. Befolkningen består av 20 253 kvinnor och 21 361 män. Barn under 15 år utgör 12,0 %, vuxna 15-64 år 80 %, och äldre över 65 år 6,0 %.
Runt Liuhe är det ganska tätbefolkat, med 144 invånare per kvadratkilometer. Liuhe är det största samhället i trakten. Trakten runt Liuhe består till största delen av jordbruksmark.
Genomsnittlig årsnederbörd är 853 millimeter. Den regnigaste månaden är juli, med i genomsnitt 166 mm nederbörd, och den torraste är januari, med 10 mm nederbörd.